# Elisabeta de Austria (1922–1993)
Arhiducesa Elisabeta de Austria (31 mai 1922 – 6 ianuarie 1993) a fost membră a Casei de Habsburg-Lorena. A fost fiica cea mică a împăratului Carol I, ultimul împărat al Austro-Ungariei și a soției acestuia, Zita de Bourbon-Parma.

## Biografie

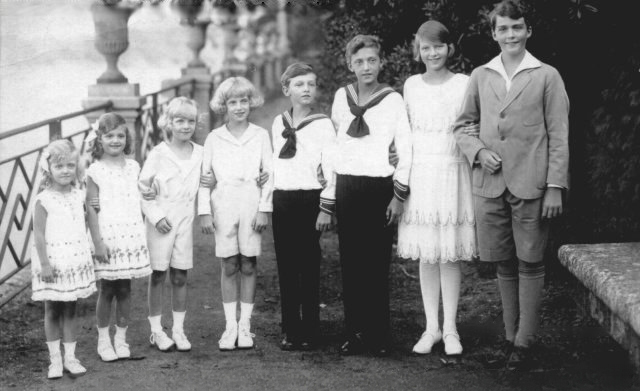
Elisabeta (prima din stânga) împreună cu frații și surorile sale.

Elisabeta s-a născut la 31 mai 1922. Tatăl ei, Carol I, detronat din 1918, a căzut bolnav și a murit de pneumonie la 1 aprilie 1922 cu două luni înainte ca ea să se nască. După decesul tatălui ei, regele Alfonso al XIII-lea al Spaniei a invitat familia regală în exil în Spania. Zita a născut-o pe Elisabeta la Palatul Regal din Madrid și și-a numit fiica după  împărăteasa Elisabeta, soția împăratului Franz Joseph al Austriei.
Elisabeta împreună cu familia ei a locuit la palatul Uribarria din Lekeitio, unde Zita a contribuit la educația copiilor ei.. Familia a părăsit peninsula iberică în septembrie 1929 când Elisabeta avea 7 ani și s-a instalat la Steenokkerzeel, aproape de Bruxelles. Cum ei aveau rude apropiate în Belgia, frații ei mai mari au urmat aici universități. Totuși au fost forțați să plece în 1940 când Germania a invadat Belgia. Familia a plecat la fratele Zitei, la castelul din Bostz al Prințului Xavier.
 
După preluarea puterii de către guvernul colaboraționist a lui Philippe Petain, Habsburgii au fugit la granița spaniolă, unde au ajuns la 18 mai. S-au mutat în Portugalia, unde guvernul SUA a acordat vizele de ieșire ale familie la 9 iulie. După o călătorie periculoasă au ajuns la New York la 27 iulie. 
Pentru că prinții și prințesele nu stăpâneau complet limba engleză, familia s-a stabilit în Quebec, provincie francofonă, unde copiii au putut vorbi în franceză. Acolo a studiat la Universitatea Laval. 
La Lignières, Franța, la 12 septembrie 1949, Elisabeta s-a căsătorit cu Prințul Heinrich de Liechtenstein. El era fiul Prințului Alfred Roman de Liechtenstein și al Prințesei Theresia Maria de Oettingen-Oettingen. El era, de asemenea, văr cu Franz Josef al II-lea, Principe de Liechtenstein. Cuplul a avut cinci copii:
- Prințul Vincenz Karl Alfred Maria Michael de Liechtenstein (30 iulie 1950 - 14 ianuarie 2008); s-a căsătorit cu Hélène de Cossé-Brissac de care a divorțat în 1991, au avut copii. În 1999 s-a căsătorit cu Roberta Valeri Manera, n-au avut copii.
- Prințul Michael Karl Alfred Maria Felix Moritz de Liechtenstein (n. 10 octombrie 1951); s-a căsătorit în 1986 cu Hildegard Berta Peters; au avut copii.
- Prințesa Charlotte Maria Benedikte Eleonore Adelheid de Liechtenstein (n. 3 iulie 1953); s-a căsătorit în 1979 cu Pieter Kenyon Fleming-Voltelyn van der Byl; au avut copii.
- Prințul Christof Karl Alfred Maria Michael Hugo Ignatius de Liechtenstein (n. 11 aprilie 1956); necăsătorit, fără copii.
- Prințul Karl Maria Alfred Michael Georg de Liechtenstein (n. 31 august 1957); necăsătorit, fără copii.